# Lisbon (Florida)
Lisbon ist  ein census-designated place (CDP) im Lake County im US-Bundesstaat Florida. Das U.S. Census Bureau hat bei der Volkszählung 2020 eine Einwohnerzahl von 229 ermittelt.

## Geographie
Lisbon liegt rund 10 km nördlich von Tavares sowie etwa 60 km nordwestlich von Orlando.

## Demographische Daten
Laut der Volkszählung 2010 verteilten sich die damaligen 260 Einwohner auf 158 Haushalte. Die Bevölkerungsdichte lag bei 53,1 Einw./km². 95,4 % der Bevölkerung bezeichneten sich als Weiße, 0,4 % als Afroamerikaner, 0,8 % als Indianer und 0,4 % als Asian Americans. 0,4 % gaben die Angehörigkeit zu einer anderen Ethnie und 2,7 % zu mehreren Ethnien an. 3,8 % der Bevölkerung bestand aus Hispanics oder Latinos.
Im Jahr 2010 lebten in 24,5 % aller Haushalte Kinder unter 18 Jahren sowie 43,4 % aller Haushalte Personen mit mindestens 65 Jahren. 68,9 % der Haushalte waren Familienhaushalte (bestehend aus verheirateten Paaren mit oder ohne Nachkommen bzw. einem Elternteil mit Nachkomme). Die durchschnittliche Größe eines Haushalts lag bei 2,45 Personen und die durchschnittliche Familiengröße bei 2,85 Personen.
19,6 % der Bevölkerung waren jünger als 20 Jahre, 21,2 % waren 20 bis 39 Jahre alt, 30,9 % waren 40 bis 59 Jahre alt und 28,4 % waren mindestens 60 Jahre alt. Das mittlere Alter betrug 47 Jahre. 51,5 % der Bevölkerung waren männlich und 48,5 % weiblich.
Das durchschnittliche Jahreseinkommen lag bei 31.964 $, dabei lebten 8,5 % der Bevölkerung unter der Armutsgrenze.
Im Jahr 2000 war Englisch die Muttersprache von 100 % der Bevölkerung.